# Typhloiulus beroni
Typhloiulus beroni är en mångfotingart som beskrevs av Mauriès, Golovatch och Stoev 1997. Typhloiulus beroni ingår i släktet Typhloiulus och familjen kejsardubbelfotingar. Inga underarter finns listade i Catalogue of Life.